# SN 2011gq
SN 2011gq – supernowa typu Ia odkryta 26 września 2011 roku w galaktyce A214228-1606. W momencie odkrycia miała maksymalną jasność 19,20m.